# Park u Petřínské rozhledny
Park u Petřínské rozhledny, někdy nazývaný i Zahrada U rozhledny nebo Sad u rozhledny na Petříně, je park v Praze, který se rozkládá na náhorní plošině Petřína. Rozprostírá se kolem petřínské rozhledny u vnitřní strany gotických hradeb mezi zahradami Velkou strahovskou, Lobkovickou, Seminářskou a Růžovým sadem. Zaujímá rozlohu 2,5 ha a má charakter veřejného parku. Je chráněn jako kulturní památka České republiky.

## Historie náhorní plošiny
V Kronice české píše historik Václav Hájek z Libočan o posvátném pohanském háji na temeni Petřína, ve kterém naši předkové uctívali své bohy. Ústředním bodem háje býval posvátný dub, u kterého hořel velký oheň. Nejvyšší hold zde byl vzdáván bohu Perunovi. Jeho jméno je také jednou z možných variant, podle čeho Petřín získal své jméno. V některých záznamech je totiž uvedeno jeho jmého jako Petrun. Podle Hájka se zde prováděly posvátné rituály ještě roku 991. Kníže Boleslav II. poslal své lidi, aby uhasili oheň a porazili dub. Na radu biskupa Vojtěcha nechal kníže obětní místo srovnat se zemí a postavit zde kapličku sv. Vavřince. To mělo být roku 992.
Důležitá písemná zmínka z roku 1108 uvádí, že u kaple sv. Vavřince na Petříně bylo popraviště, na kterém se ukončil boj o moc mezi Přemyslovci a dalšími rody. Tady přišli o hlavu členové mocného rodu Vršovců. Skončili zde také příslušníci rodu Slavníkovců. Ty z nich, které Přemyslovci nestačili povraždit na Libici, odvedli do Prahy a popravili na Petříně. Poté popraviště sloužilo až do 14. století k trestání závažných protistátních přečinů. Teprve až za vlády císaře Karla IV., po vybudování Hladové zdi, se popraviště přesunulo na druhý břeh Vltavy na Šibeniční vrch pod Vítkovem.
Kronikář Kosmas popisuje Petřín jako velmi skalnaté místo. Na severní straně náhorní plošiny se lámal kámen (opuka), ze kterého bylo postaveno mnoho staveb v Praze. Kromě jiného byla opuka ze zdejšího lomu použita i při stavbě Karlova mostu.

## Historie zahrady
Zahradní úpravy na Petříně byly provedeny z iniciativy purkrabího Karla Chotka v první polovině 19. století. Projektantem byl Jiří Braul. Další rozsáhlá úprava proběhla až v letech 1933–1934, kdy byla zahrada propojena se Seminářskou zahradou. Také byly vybourány průchody v Hladové zdi, díky kterým vzniklo propojení s Růžovým sadem.

## Stavby v zahradě
V baroku zde vystavěl podle plánu Dientzenhofera stavitel Ignác Palliardi kostel sv. Vavřince (dnes starokatolický). Do prostoru zahrady vede petřínská křížová cesta z roku 1735 s výklenkovými kaplemi, kaplí Kalvárie z roku 1737 a kaplí Božího hrobu z roku 1732. U příležitosti Jubilejní výstavy v roce 1891 zde bylo postavené Zrcadlové bludiště a Petřínská rozhledna.